# Fallout Tactics: Brotherhood of Steel
No confundir con Fallout: Brotherhood of Steel
Fallout Tactics: Brotherhood of Steel es un juego de rol táctico en tiempo real por turnos ambientado en el universo de Fallout. Desarrollado por Micro Forté y publicado por 14 Degrees East, Fallout Tactics fue lanzado el 15 de marzo de 2003 para Microsoft Windows. En 2005 se vendieron más de 300.000 unidades en todo el mundo.
El juego sigue las andanzas de un escuadrón de la Hermandad del Acero que se ve envuelto en una guerra desesperada. Aunque el juego tiene lugar en el universo de Fallout, no sigue ni continúa la historia de Fallout ni de Fallout 2. En 2007 Bethesda anunció oficialmente que el juego ya no forma parte del canon oficial de la saga.

## Sinopsis
En su ritual de iniciación, el Guerrero dirige a un escuadrón a liberar el pueblo de Bramin Wood del ataque de bandidos, debido a que el líder del pueblo accede al trato de protección de la Hermandad. El escuadrón tiene el objetivo de salvar a los posibles rehenes y de abatir al líder de los bandidos. Logran con éxito sus objetivos y regresan al Bunker Alfa. Sin embargo, su victoria dura poco. El General Barnaky le informa al Guerrero que el líder de Bramin Wood fue secuestrado por los bandidos y que es menester rescatarlo.
El Guerrero debe dirigirse junto con su escuadrón a un campamento de bandidos, que según la información de un bandido sobornado, es donde tienen al líder de Bramin Wood. Sus objetivos son establecer contacto con el informante, asaltar el campamento y asegurar la extracción del objetivo.
Una vez más, el escuadrón completa de manera satisfactoria su misión. Cuando regresan al Bunker, el escuadrón recibe una nueva misión: Se ha descubierto la ubicación de la base de operaciones de los bandidos en esa región gracias al informante, el cual también informa de la preocupación de estos por una fuerza extraña generándose más al oeste y que han logrado obtener un misterioso artefacto proveniente de allá. El objetivo del escuadrón es acceder a la base, recuperar el dispositivo, eliminar a los 3 líderes de los bandidos y finalmente, erradicar cualquier fuerza hostil en el área. Ya en el lugar, el escuadrón logra acceder a la base y ahí encuentra a un científico el cual tiene el objeto extraño: una prótesis cibernética. El escuadrón recupera el objeto y elimina a todos los enemigos del lugar.
Después de completar esta última misión, el Guerrero y su escuadrón completan su rito de iniciación y se le muestra el objetivo de la Hermandad: Llegar al Refugio 0. El refugio 0 sería el centro de mando de todos los demás refugios, tendría a las personas más importantes en él (políticos, científicos de renombre, famosos) y sería el que unificaría a todos los demás refugios, además de ser una mega fábrica de tecnología. Sin embargo, algo pasó y los moradores del refugio 0 perecieron por causas desconocidas. Si la Hermandad pudiera llegar ahí se convertirían en la facción más poderosa y podrían establecer su dominio en todo el Yermo. Pero el viaje no sería fácil: para poder llegar ahí, la Hermandad debería expandir sus territorios por miles de kilómetros y contar con una fuerza armada gigantesca para poder realizar un operativo de tal magnitud, debido a que entre la Hermandad y el refugio 0 había un territorio increíblemente hostil lleno de bestias, Súper Mutantes, facciones de otros humanos y cientos de peligros desconocidos.

## Jugabilidad
A pesar de no ser un juego de rol tradicional, Fallout Tactics utiliza el sistema de carácter SPECIAL de los Fallout originales.
- Los seres humanos: Los seres humanos son la raza más común en los páramos. No sobresalen en ningún área en particular, pero no sufren en ninguna tampoco, lo que les hace la carrera más equilibrada. Los seres humanos obtienen beneficios cada tres niveles.

- Súper mutante: Modificado por el Virus de Evolución Forzada, los super mutantes son descomunales bestias que son excelentes en el combate, pero carentes de inteligencia y agilidad. Por desgracia, no pueden usar las armas pequeñas como pistolas o rifles. Los Súper Mutantes ganan beneficios cada cuatro niveles.

- Necrófagos: Los Necrófagos son seres humanos que han mutado debido a la radiación de los residuos radiactivos y tienen una vida extremadamente larga. Aunque no son tan fuertes como los seres humanos, tienen más suerte y percepción. Obtienen beneficios cada cuatro niveles.

- Garras Mortales: Las Garras Mortales son bestias enormes que utilizan el tamaño y la fuerza de su cuerpo para desgarrar a sus enemigos. Por desgracia, no pueden utilizar la mayoría de los artículos o llevar una armadura y sólo pueden usar armas cuerpo a cuerpo (puños con pinchos, etc.) Aunque carecen de inteligencia y carisma, los cuerpos de las Garras Mortales son mucho más duraderos que los de los seres humanos. Ellos ganan un beneficio cada cuatro niveles.

- Perros: Los Perros son perros que se han adaptado a la vida en los páramos. Sus principales puntos fuertes son la percepción y la agilidad, pero no pueden utilizar armas u otras herramientas. Los Perros ganan beneficios cada dos niveles.

- Los robots humanoides: Los robots son máquinas creadas para luchar. A pesar de que siempre tienen un importe medio de suerte y carecen de carisma, los robots son fuertes y duros, resistentes a la mayoría de los ataques, e inmunes al veneno y radiación. Los robots no pueden obtener beneficios extras.[3]

## Estatus de canon
Tras la compra de los derechos totales de la saga por parte de Bethesda, Todd Howard máximo responsable de la saga anunció que esta entrega ya no forma parte del canon oficial de la saga

## Recepción
En Estados Unidos, Fallout Tactics debutó en el puesto número 10 de la clasificación de ventas de juegos de ordenador de The NPD Group del 11 al 17 de marzo de 2001. Subió al cuarto lugar la semana siguiente, con un precio medio de venta al por menor de 49 dólares, pero en su tercera semana estuvo ausente del top 10 de NPD. En 2008, las ventas globales del juego superaron los 300.000 copias, según el Centro Australiano para la Imagen en Movimiento.